# ゲンチジン酸
ゲンチジン酸（ゲンチジンさん、gentisic acid）または2,5-ジヒドロキシ安息香酸（2,5-dihydroxybenzoic acid、DHB）は、ジヒドロキシ安息香酸の1つである。安息香酸やサリチル酸の誘導体で、アセチルサリチル酸（アスピリン）の肝臓での代謝による分解生成物（1%程度）として腎臓から排出される。

## 合成
ゲンチジン酸はヒドロキノンのカルボキシル化により合成される。
{\displaystyle {\ce {{C6H4(OH)2}+ CO2 -> C6H3(CO2H)(OH)2}}}
この反応はコルベ・シュミット反応の例の1つである。

## 利用
ヒドロキノンと同じように容易に酸化されるため、医薬品の抗酸化賦形剤として用いられる。
実験室では、マトリックス支援レーザー脱離イオン化法(MALDI)質量分析法のサンプルマトリックスに用いられる。